# Heja Roland!
Pour plus de détails, voir Fiche technique et Distribution.
Heja Roland! est un film suédois réalisé par Bo Widerberg, sorti en 1966.

## Fiche technique
Sauf indication contraire, les informations mentionnées dans cette section peuvent être confirmées par la base de données cinématographiques IMDb,  présente dans la section « Liens externes ».
- Titre original : Heja Roland! (littéralement « Santé Roland ! »)
- Réalisation, scénario et montage : Bo Widerberg, d'après son propre roman Den gröna draken (littéralement « Le Dragon vert »)
- Musique : Claes af Geijerstam (en)
- Photographie : Jörgen Persson
- Société de production : Europa Film
- Pays de production :  Suède
- Langue originale : suédois
- Format : noir et blanc - 1,66:1 - 35 mm - mono
- Genre : comédie
- Durée : 96 minutes
- Date de sortie :
  - Suède : 19 septembre 1966

## Distribution
Sauf indication contraire, les informations mentionnées dans cette section peuvent être confirmées par la base de données cinématographiques IMDb,  présente dans la section « Liens externes ».
- Thommy Berggren : Roland Jung
- Mona Malm : Hanna Jung, la femme de Roland / alias Asta Karlsson, la fausse femme de ménage
- Ulf Palme : Ö.J., le directeur de l'agence de publicité
- Holger Löwenadler : Waldemar Vassén
- Ingvar Kjellson : Kamrer Skog
- Carl Billquist (en) : Svensson
- Lars Göran Carlson (en) : Mortell
- Lars Amble (en) : Sture Lennert, l'écrivain
- Carl-Olof Alm (sv) : le pronostiqueur des courses de trot
- Madelaine Sundgren : Britt Lennert, la femme de Sture
- Catti Edfeldt : Catarina, l'adolescente que Roland interviewe
- Eddie Axberg (en) : un adolescent que Roland interviewe
- Ann-Christin Santesson : la jeune femme à côté de l'échafaudage

## Distinctions
Sauf indication contraire, les informations mentionnées dans cette section peuvent être confirmées par la base de données cinématographiques IMDb,  présente dans la section « Liens externes ».
- Prix Guldbagge 1966 :
  - Meilleur film
  - Meilleur acteur pour Thommy Berggren